# Ново-Горажде (громада)
Ново-Горажде (серб. Општина Ново Горажде) — боснійська громада, розташована в регіоні Істочно-Сараєво Республіки Сербської. Адміністративним центром є село Устіпрача.